# Малая Венеция
«Малая Венеция» (азерб. Kiçik Venesiya) — система прогулочных водных каналов, расположенных в столице Азербайджана, городе Баку, на территории приморского бульвара. «Малая Венеция» существует с 1960 года, является достопримечательностью приморского парка и считается любимым местом отдыха посетителей парка. Общая протяженность каналов «Малой Венеции» равна 1350 м, глубина — 1,3 м, на заполнение же каналов расходуется 7 тысяч м³ воды. Площадь территории городка составляет 9740 м².

## История
В 50-х годах председатель Горисполкома Баку Алиш Лемберанский побывал в Венеции. Восхищённый красотой итальянского города, Лемберанский, вернувшись в Баку, принял решение о создании «Малой Венеции» в Баку, а местом был выбран приморский бульвар. Несмотря на то, что проект рассматривался долго, в 1960 году в Баку появилась «Малая Венеция», а бульвар Баку стал первым и единственным в бывшем СССР парком с подобной достопримечательностью.
На берегах каналов, по которым плыли прогулочные гондолы, открылись небольшие кафе и парки, а по вечерам территория освещалась. В советские годы была известна и как система детских прогулочных каналов, шутливо, называемая «бакинской Венецией». Бакинская Венеция, моторные лодки по каналам которой курсировали до самого позднего вечера, пользовалась большой любовью у бакинцев. Её система прудов и каналов привлекала многих посетителей бульвара.
30 марта 2011 года президент Азербайджана Ильхам Алиев, ознакамливаясь со стройкой Музея азербайджанского ковра на территории бульвара, дал поручение о реконструкции «Малой Венеции». 28 мая 2012 года состоялось открытие «Малой Венеции» после капитальной реконструкции. В ходе реконструкции общая структура городка была сохранена, были расширены каналы, привезены новые лодки — гондолы. Были также построены дополнительные мосты и два ресторана — «Шарг» («Восток») и «Италия».